# Nienburger Straße 17 (Hannover)

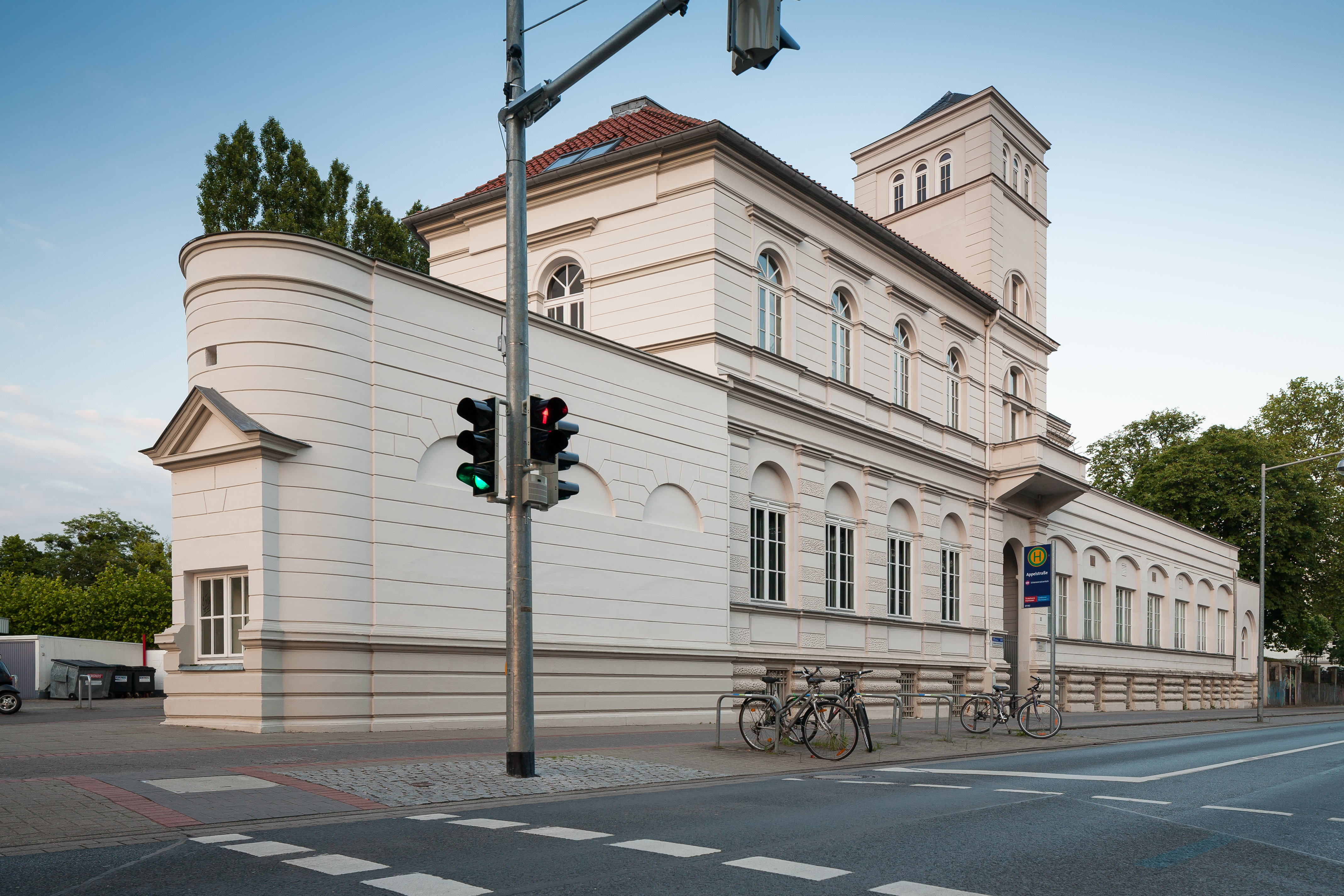
Die ehemalige Gaststätte „Parkhaus“ am Georgengarten, Nienburger Straße Ecke Appelstraße

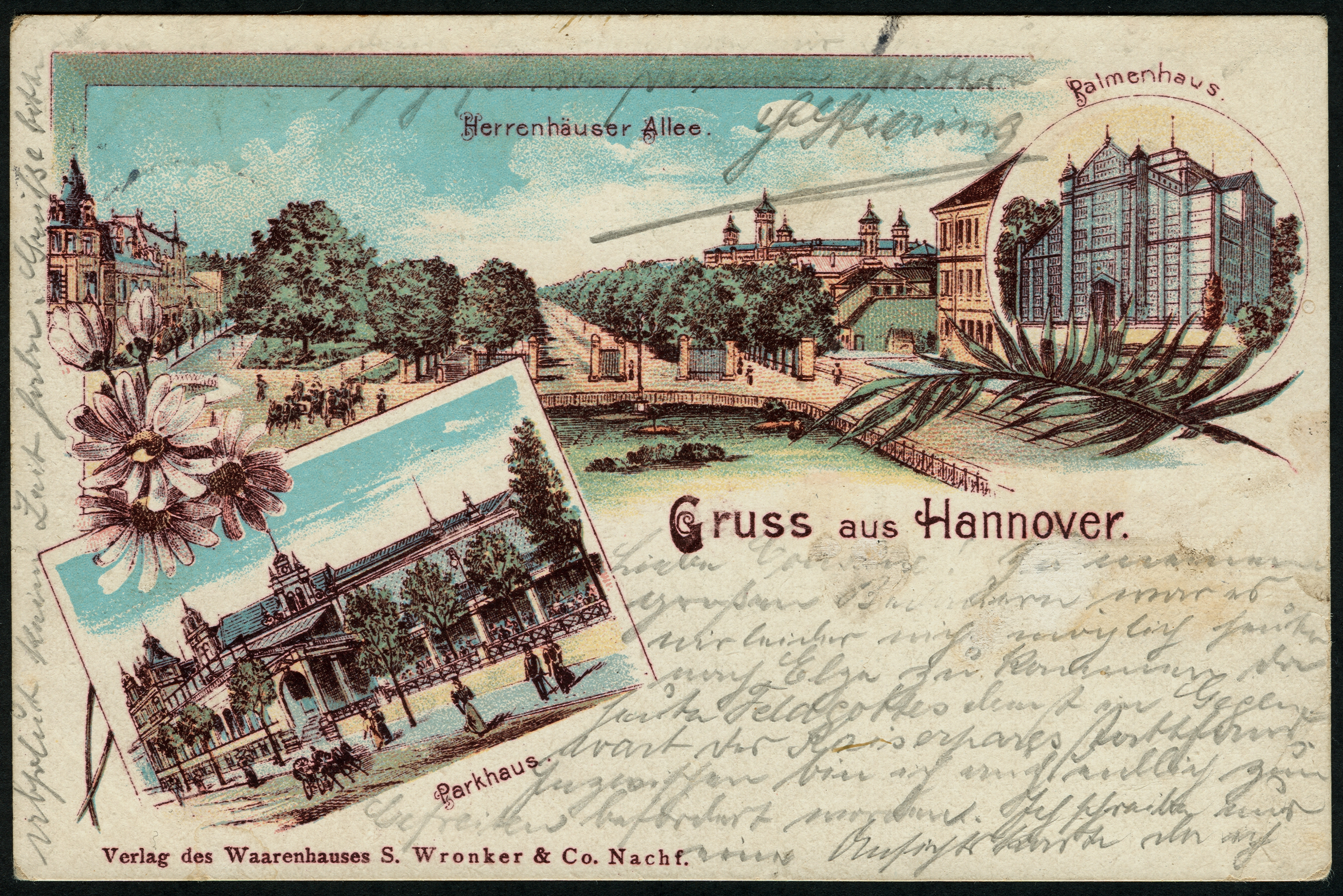
Das „Parkhaus“ auf einer chromolithographierten Bildpostkarte, Verlag Warenhaus S. Wronker, um 1898

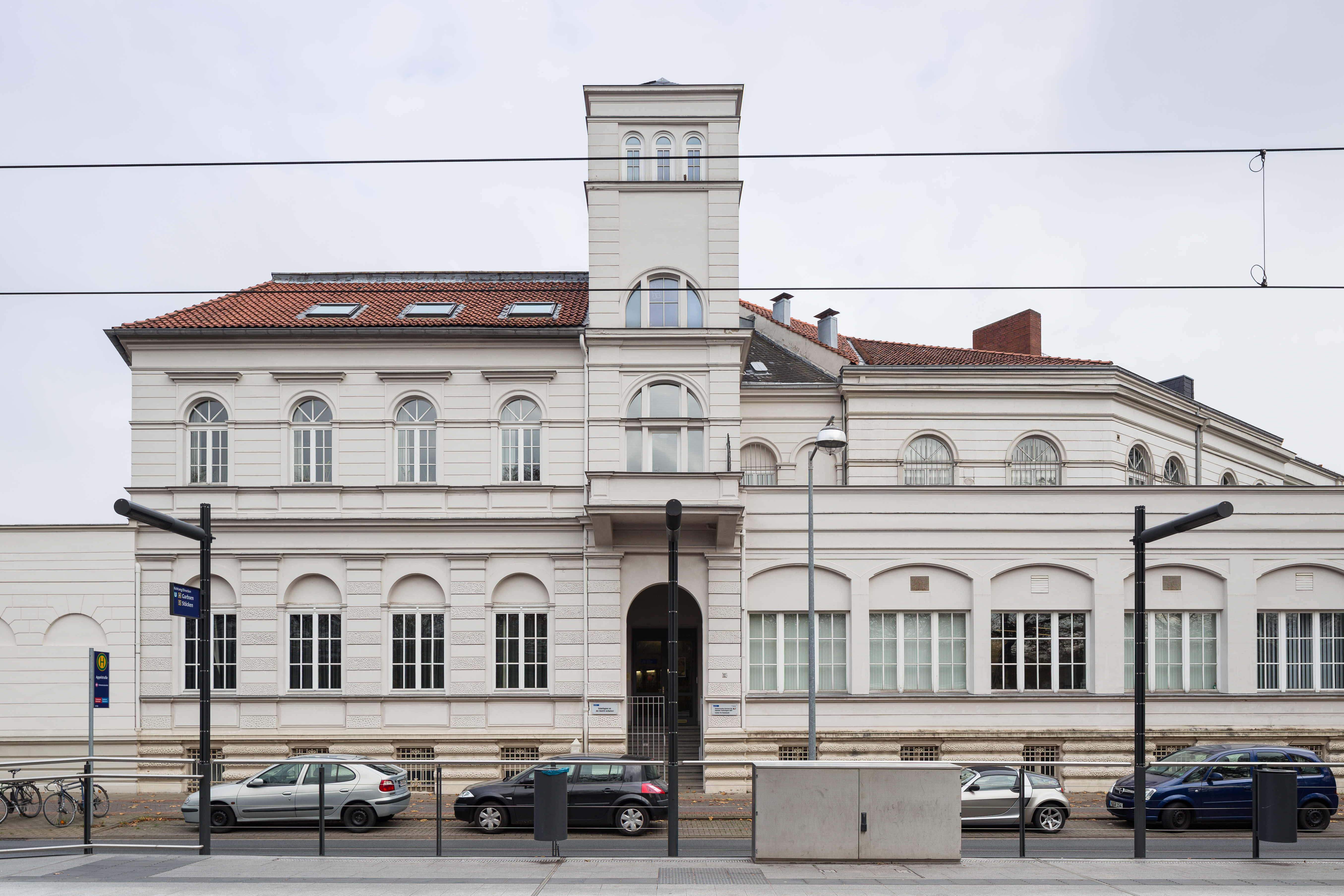
Frontalansicht mit Turm gegenüber dem Georgengarten

Unter der Adresse Nienburger Straße 17 in der Nordstadt von Hannover findet sich das im 19. Jahrhundert eröffnete, ehemalige Unterhaltungslokal „Parkhaus“. Das städtebaulich bedeutende Gebäude in villenähnlicher Wohnumgebung gegenüber dem Georgengarten wurde trotz baulicher Veränderungen für Institute der Leibniz Universität unter Denkmalschutz gestellt.

## Geschichte und Beschreibung
Die bauliche Erschließung des Areals zwischen der Nienburger Straße, der Alleestraße und der Appelstraße setzte um das Jahr 1874 auf einem dreieckigen spitzen Grundstück mit dem Bau eines Konzertsaales ein. Rund zwei Jahrzehnte später wurde dieser Saalbau durch das nach Plänen des Architekten Max Küster zwischen 1894 und 1895 errichtete Ausflugs- und Unterhaltungslokal „Parkhaus“ ersetzt.
Mit dem Parkhaus entstand als „gelungene Ecklösung“ ein massiver Putzbau in markanter Stellung mit einem damals nördlich anschließenden Freigelände am Herrenhäuser Kirchweg. Von dem dortigen „Stadtpark“ hat sich lediglich am Herrenhäuser Kirchweg 20 die „künstliche Ruine“ erhalten.